# Xã Savannah, Quận Becker, Minnesota
Xã Savannah (tiếng Anh: Savannah Township) là một xã thuộc quận Becker, tiểu bang Minnesota, Hoa Kỳ. Năm 2010, dân số của xã này là 163 người.